# Hum (Buzet)
 Hum  (olaszul: Colmo)  falu Horvátországban, Isztria megyében. Közigazgatásilag Buzethez tartozik. A világ legkisebb városaként is szokták említeni, mivel csekély lakossága mellett megmaradtak városi jellegzetességei.

## Fekvése
Az Isztriai-félsziget északi részének közepén, Lovrantól északnyugatra, Pazintól 20 km-re északkeletre, községközpontjától 10 km-re délkeletre a Mirna-folyó forrása fölötti dombon fekszik.

## Története

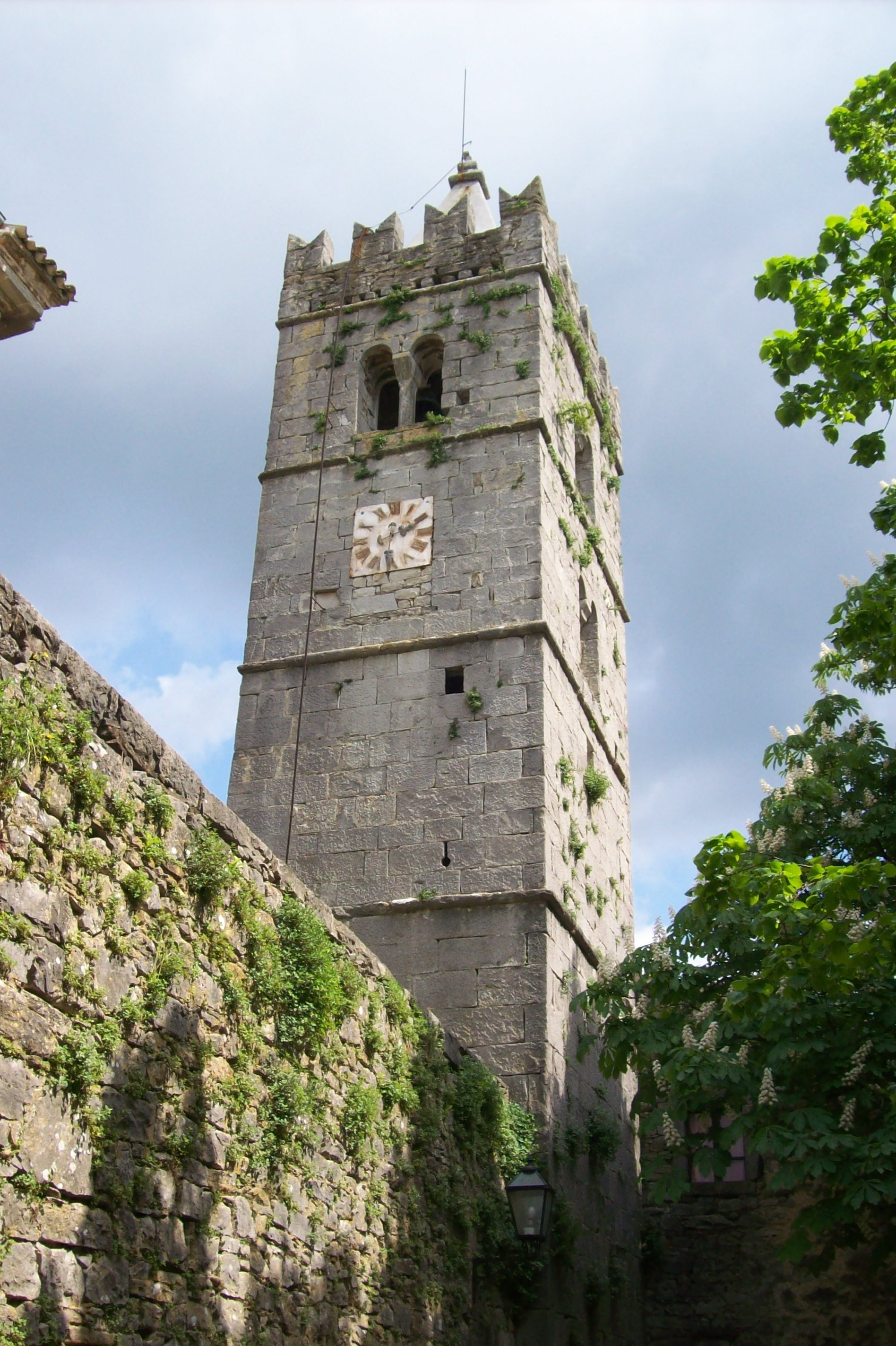

Várát valószínűleg a 11. században építették, első írásos említése "Hulm" alakban 1102-ből, II. Ulrik isztriai őrgróf adományleveléből származik. A 13. század elején az aquileai pátriárka fennhatósága alá tartozott, majd 1412-től velencei birtok lett és az is maradt egészen 1797-ig. A rašpori kapitányok igazgatása alá tartozott. A 16. századtól lakosai maguk közül választhattak elöljárókat és a szeniorátust. Súlyos károkat szenvedett 1615-ben az uszkók háború során Frangepán Farkas és Miklós seregeinek támadásától, melyek a környező településekkel együtt felégették. Ennek ellenére a kis területű középkori város szerkezete a mai napig fennmaradt. A nyugati oldalon a települést a középkori városfal zárja be, megmaradt részeit beépítették a lakóházak falaiba. A településnek 1857-ben 84, 1910-ben 119 lakosa volt. 2011-ben 30 lakosa volt.

## Lakosság
| Lakosság változása | Lakosság változása | Lakosság változása | Lakosság változása | Lakosság változása | Lakosság változása | Lakosság változása | Lakosság változása | Lakosság változása | Lakosság változása | Lakosság változása | Lakosság változása | Lakosság változása | Lakosság változása | Lakosság változása | Lakosság változása |
| ------------------ | ------------------ | ------------------ | ------------------ | ------------------ | ------------------ | ------------------ | ------------------ | ------------------ | ------------------ | ------------------ | ------------------ | ------------------ | ------------------ | ------------------ | ------------------ |
| 1857               | 1869               | 1880               | 1890               | 1900               | 1910               | 1921               | 1931               | 1948               | 1953               | 1961               | 1971               | 1981               | 1991               | 2001               | 2011               |
| 84                 | 91                 | 101                | 102                | 114                | 119                | 976                | 851                | 86                 | 67                 | 40                 | 24                 | 32                 | 23                 | 17                 | 30                 |

## Nevezetességei
- A városfalak szerkezetébe illeszkedik az 1562-ben épített városkapu, tornyát 1552-ben emelték, glagolita felirata szerint Gržinić mester építette.
- A település legmagasabb pontján áll Mária mennybemenetele tiszteletére szentelt plébániatemploma, mely 1609-ben épült a 13. századi plébániatemplom helyén. 1802-ben klasszicista homlokzatot építettek hozzá. 22 méter magas harangtornya a 15. században épült. Legértékesebb berendezési tárgya a főoltár Baldassare D'Anna alkotta táblaképe a 16. századból. Az egyik mellékoltáron I. Bastiana festménye látható. Értékei még egy késő gótikus kehely és egy 1539-ból származó cibórium.
- Szent Jeromos tiszteletére szentelt temetőkápolnája[4] a 12. vagy a 13. században épült román stílusban. Egyhajós épület félköríves apszissal. Előcsarnokát 1537-ben építették, de a 19. században elbontották. Értékes falfestményei és glagolita feliratai vannak. A freskók a régió legrégibb és legjobb állapotban fennmaradt faliképei három ciklust, az angyali üdvözletet, Mária látogatását Erzsébetnél és Krisztus keresztáldozatát ábrázolják. Padovai Antonio mester alkotásai. Itt található az ún. „Humi triptichon” a gyermekét tartó Istenanya a szentek társaságában ábrázolva.
- Hum a kezdőpontja az ún. Glagolita ösvénynek, mely egészen Ročig halad.
- Humból származik az a két glagolita breviárium, melyeket ma Zágrábban őriznek.

## Galéria

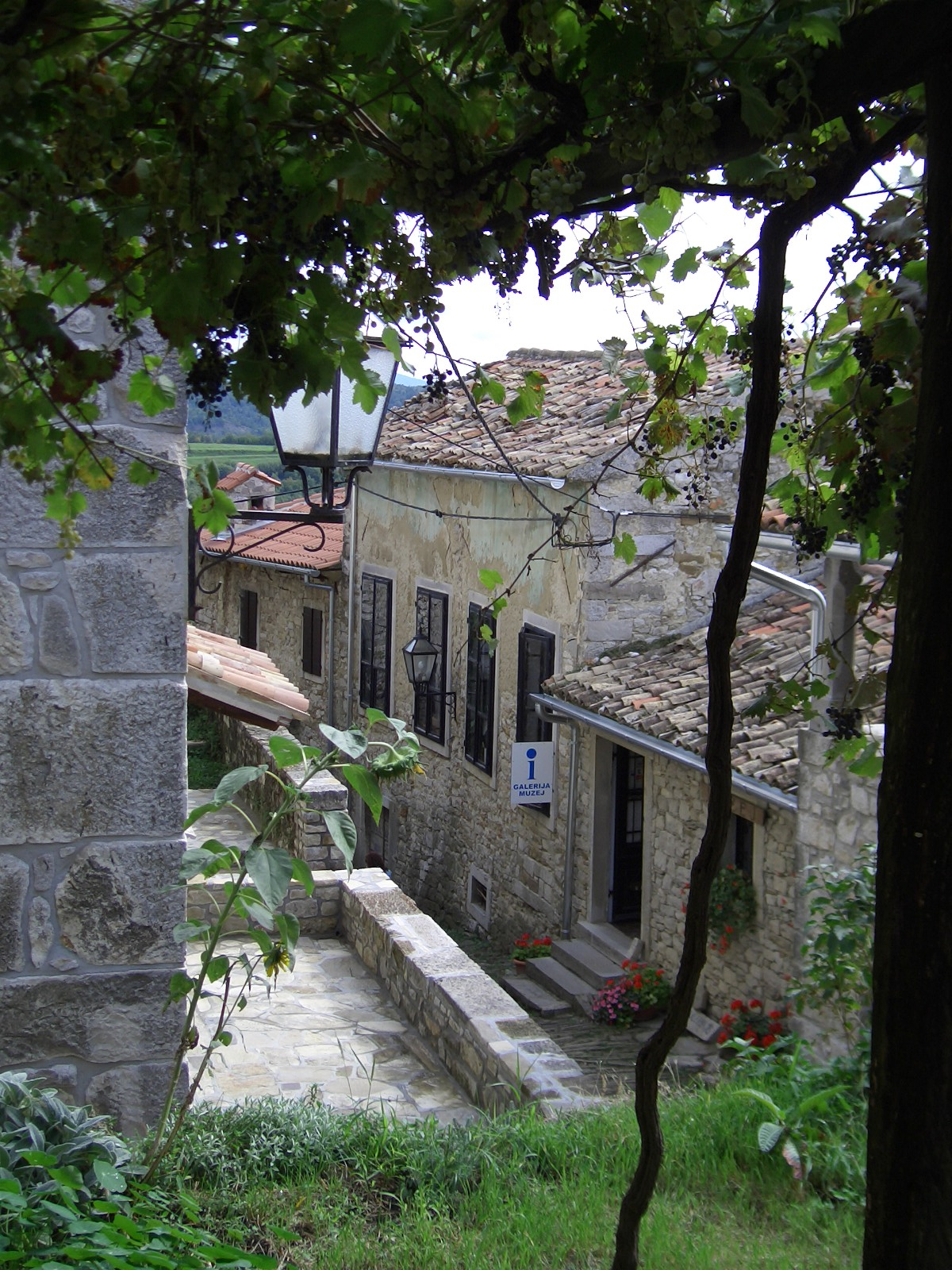
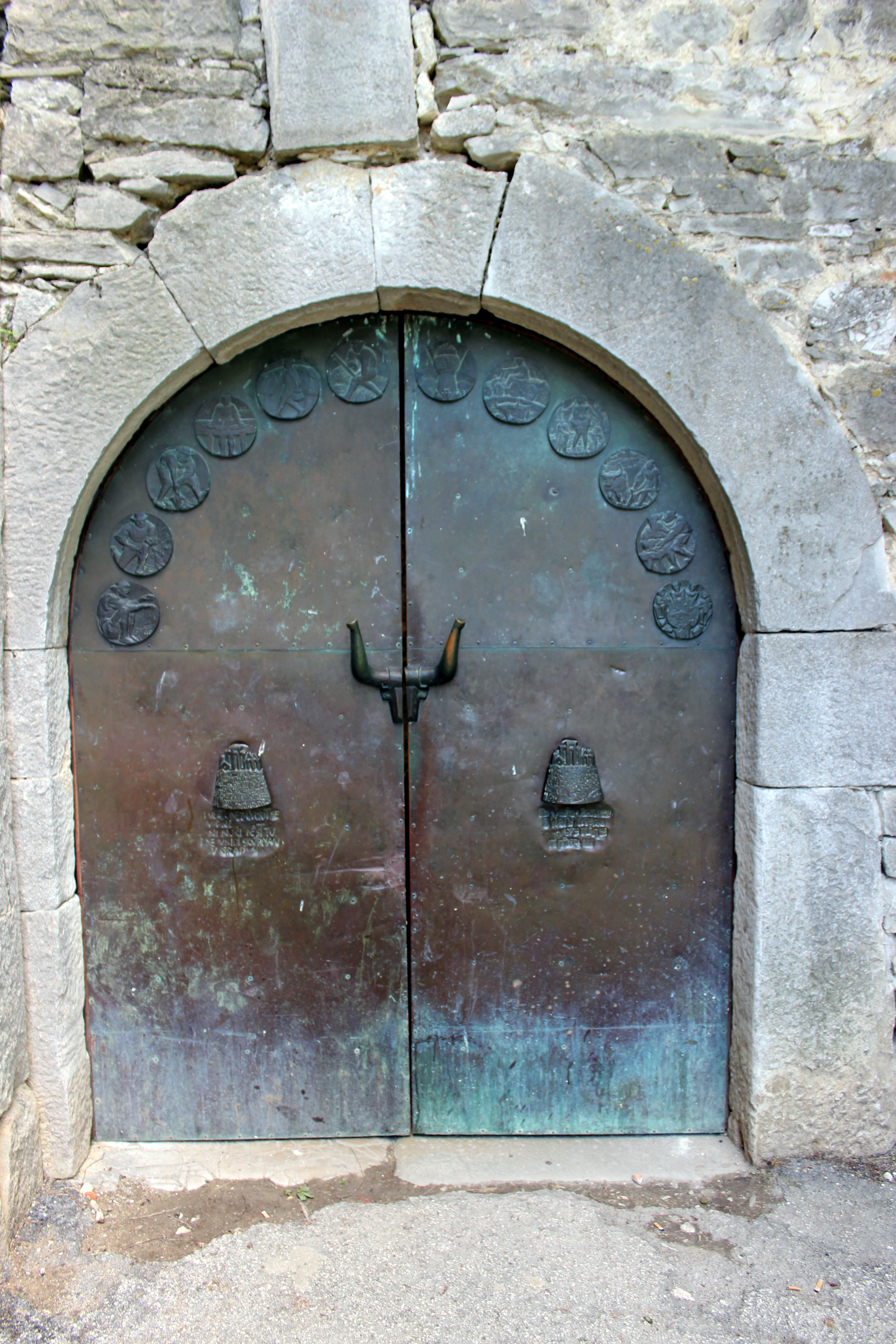
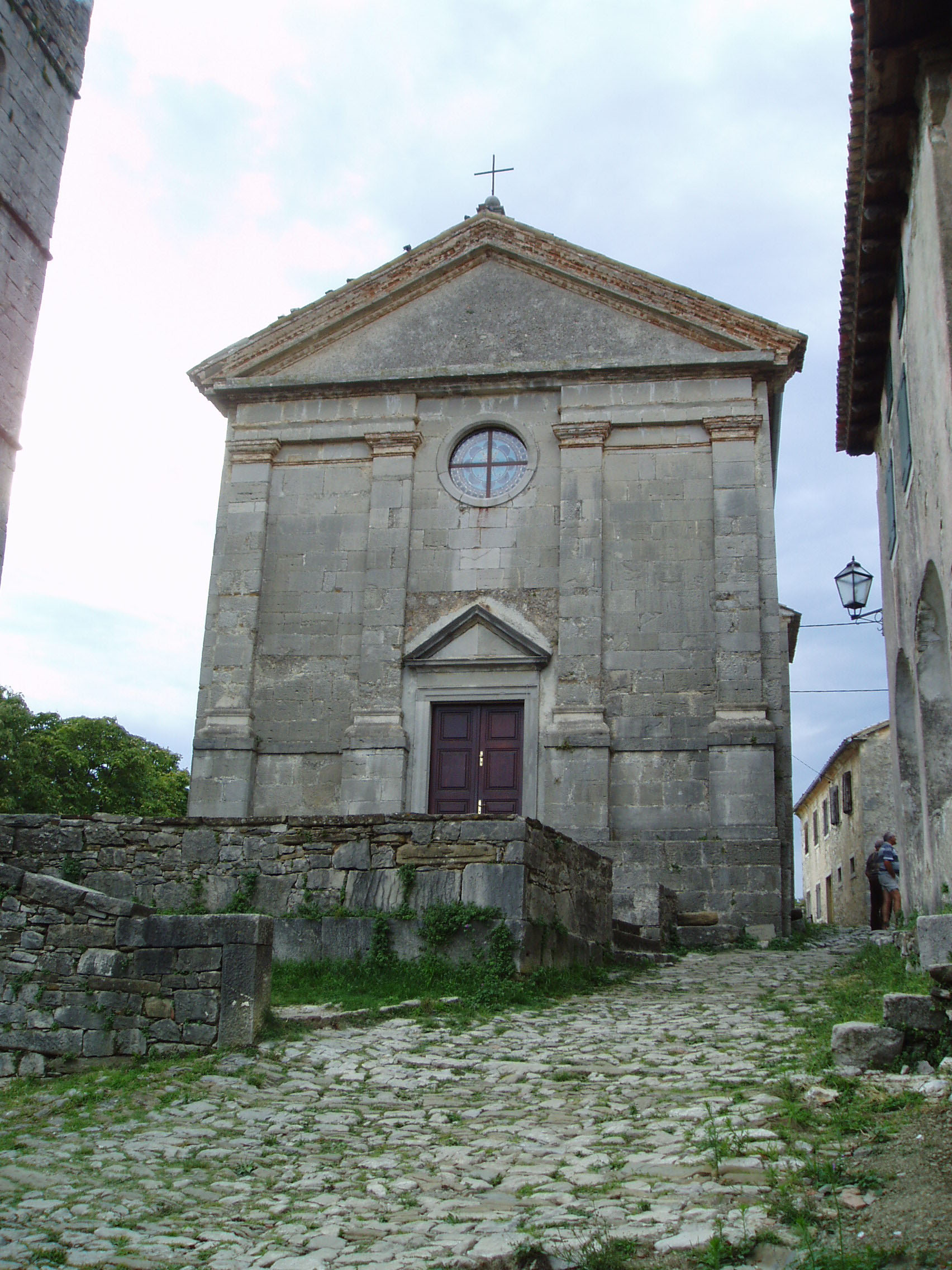
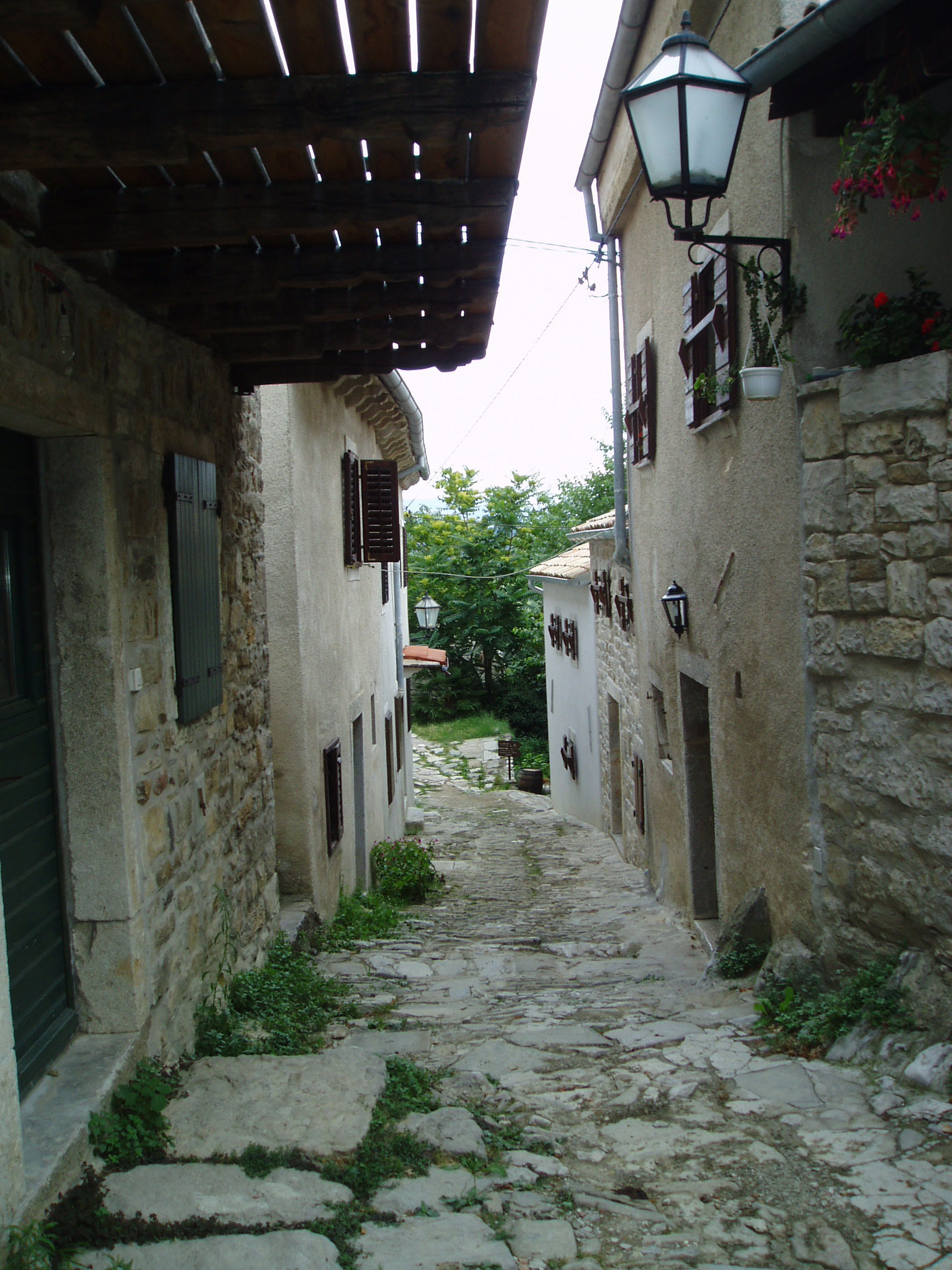
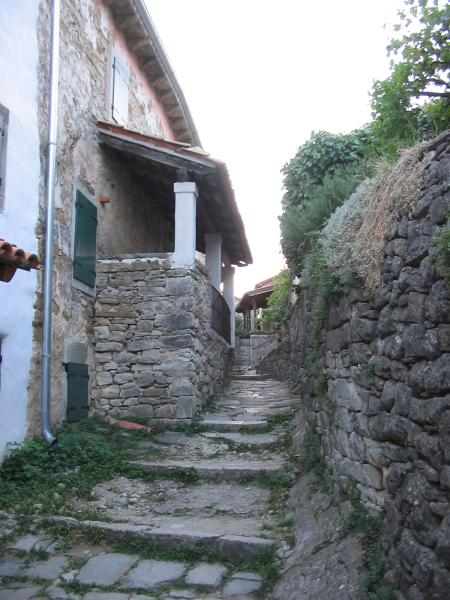
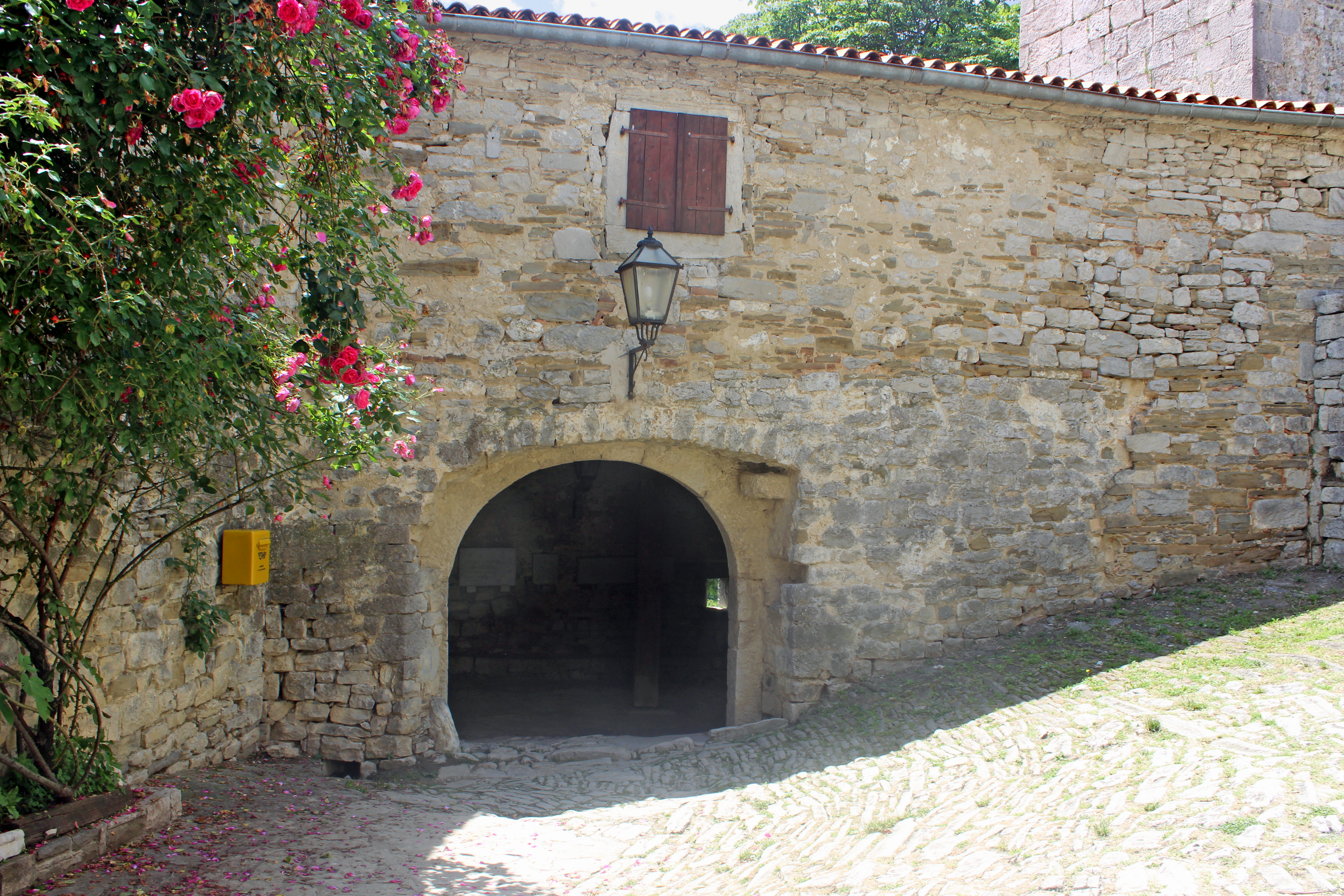
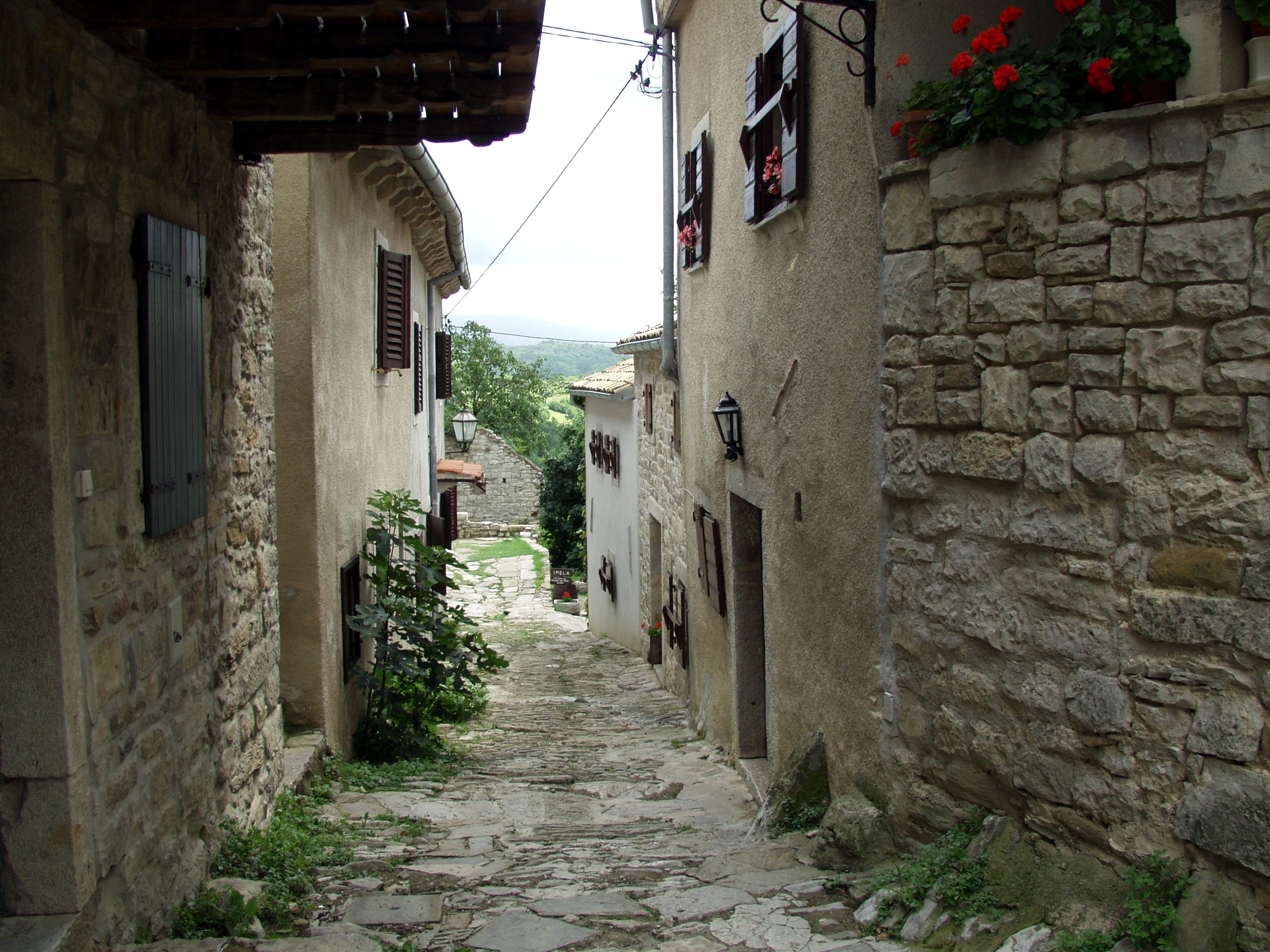
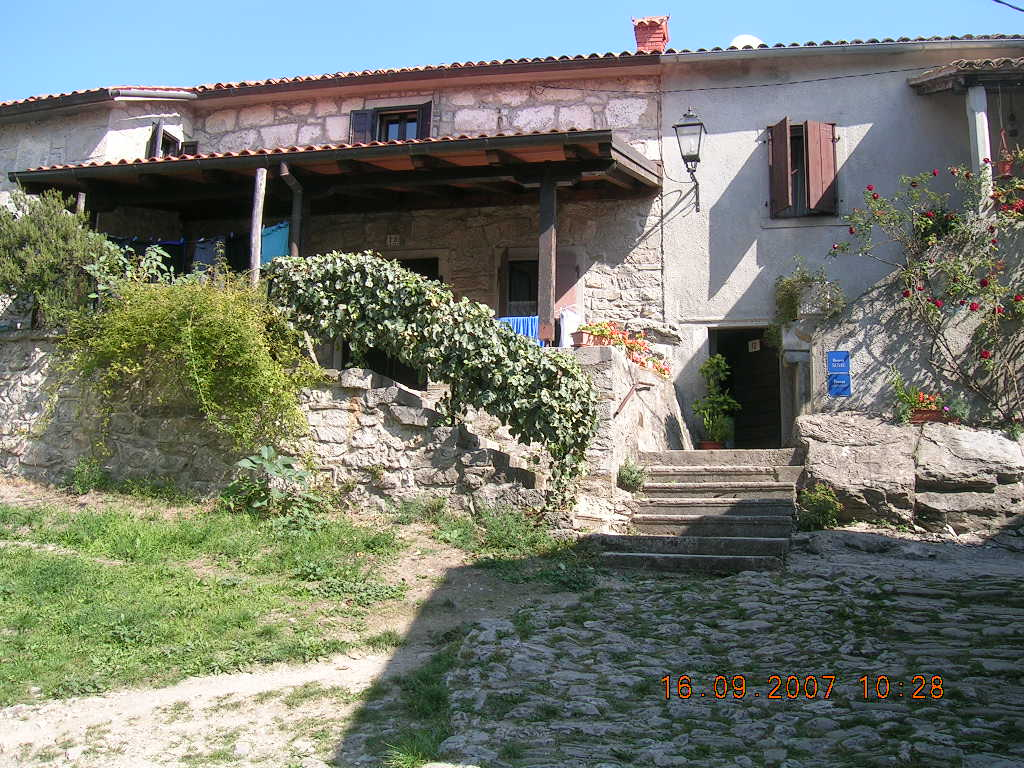